# Goicea, Dolj
Goicea este o comună în județul Dolj, Oltenia, România, formată numai din satul de reședință cu același nume. A fost un sat de iobagi (șerbi), împroprietăriți prima dată prin Reforma agrară din 1864 a lui Cuza-vodă și apoi din nou împroprietăriți, pentru a doua oară, în 1927.
Prima atestare documentară despre Goicea datează din 1575. Comuna este formată din trei sate: Goicea Mică, Goicea Mare și Popoviceni, care s-au unit în 1968 pentru a forma actuala comună.

## Geografie

### Localizare
Comuna Goicea este așezată în partea de sud-vest a României și în partea de sud a Olteniei. Este traversată de râul Desnățui și face parte din Câmpia Română, mai precis din Câmpia Băileștilor sau a Desnățuiului. Comuna este așezată în sudul județului Dolj, la circa 8 kilometri de Dunăre și 60 de kilometri distanță de Craiova.

### Climă
Regimul climatic este temperat continental specific de câmpie, cu influențe submediteraneene, datorate poziției depresionare pe care o ocupă județul în sud-vestul țării. Valorile medii ale temperaturii sunt cuprinse între 10°-11,5°, iar precipitațiile sunt mai scăzute decât în restul teritoriului.

### Relief
Relieful comunei Goicea se identifică cu relieful județului Dolj, respectiv de șes. Spre partea vestică se observă și o ușoară înclinare spre lunca Desnățuiului.

## Demografie
Componența etnică a comunei Goicea
     Români (91,16%)
     Romi (2,55%)
     Alte etnii (0,21%)
     Necunoscută (6,07%)
Componența confesională a comunei Goicea
     Ortodocși (91,46%)
     Creștini după evanghelie (1,1%)
     Alte religii (1,23%)
     Necunoscută (6,2%)
Conform recensământului efectuat în 2021, populația comunei Goicea se ridică la 2.354 de locuitori, în scădere față de recensământul anterior din 2011, când fuseseră înregistrați 2.760 de locuitori. Majoritatea locuitorilor sunt români (91,16%), cu o minoritate de romi (2,55%), iar pentru 6,07% nu se cunoaște apartenența etnică. Din punct de vedere confesional, majoritatea locuitorilor sunt ortodocși (91,46%), cu o minoritate de creștini după evanghelie (1,1%), iar pentru 6,2% nu se cunoaște apartenența confesională.

## Politică și administrație
Comuna Goicea este administrată de un primar și un consiliu local compus din 11 consilieri. Primarul, Cristian Mitroi[*], de la Partidul Național Liberal, este în funcție din 1 noiembrie 2024. Începând cu alegerile locale din 2024, consiliul local are următoarea componență pe partide politice:
|  | Partid                          | Consilieri | Componența Consiliului | Componența Consiliului | Componența Consiliului | Componența Consiliului | Componența Consiliului |
|  | ------------------------------- | ---------- | ---------------------- | ---------------------- | ---------------------- | ---------------------- | ---------------------- |
|  | Partidul Național Liberal       | 5          |                        |                        |                        |                        |                        |
|  | Partidul Social Democrat        | 5          |                        |                        |                        |                        |                        |
|  | Alianța pentru Unirea Românilor | 1          |                        |                        |                        |                        |                        |

## Istorie
În Goicea, s-a început în centrul comunei construcția unui bloc de 12 apartamente, din care doar 8 mai sunt locuite din cauza condițiilor improprii.
Actuala comună Goicea, s-a constituit în anul 1968, ca urmare a aplicării legii de reorganizare administrativ-teritorială a României. Ea a rezultat din unificarea localităților Goicea Mică, Goicea Mare și Popoviceni, care, anterior au fost comune de sine stătătoare, iar acum formează o localitate sub denumirea de Goicea.
Satul Goicea a fost atestat documentar la 4 aprilie 1575 - 1577, într-o scrisoare a lui Alexandru Voievod, către boierul Barbu Postelnic, căruia îi atrăgea atenția că pescuise în bălțile care făceau parte din moșia mănăstirii Tismana

### Numele comunei

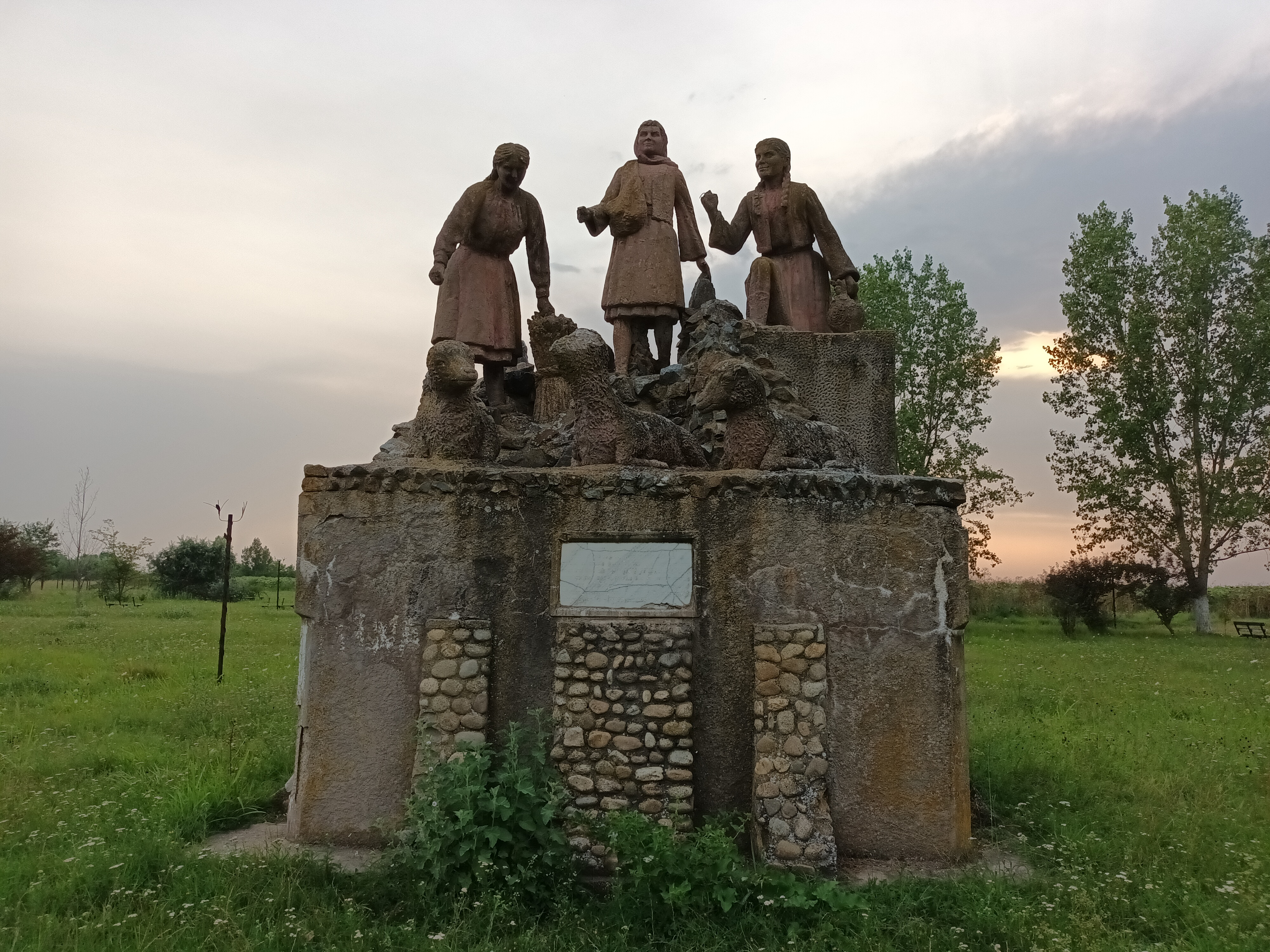
Ciuta, Goicea și Dulgeana

Potrivit unei legende, în jurul anului 1400, un păcurar, care a coborât cu oile sale din munții Transilvaniei, avea trei fete, care se numeau: Ciuta, Goicea și Doljeana. El le-ar fi lăsat moștenire locul în care se află astăzi localitatea, iar fiicele au înființat satul care a fost numit Goicea după numele celei mai frumoase dintre cele trei surori.
În 1970, în parcul comunei a fost amplasată o statuie care le reprezintă pe fiicele ciobanului din legenda privind începuturile localității.

### Parcul
Parcul din comună a fost dat în folosință și inaugurat în 1962, odată cu grădina zoologică, teatrul de vară și stadionul central. La început, în gradina zoologică, erau expuși urși, lupi, căprioare, vulpi, dihori, iepuri, și alte specii de animale. Parcul a fost unul dintre cele mai frumoase din regiune, dar odată cu îmbătrânirea populației prin plecarea tinerilor la orașe], vremurile de aur ale parcului au apus. Se spune că într-o zi, unul dintre îngrijitorii parcului a uitat să închidă ușa țarcului unde erau închiși urșii, și aceștia au scăpat.Pe ursoaica o chema Rumba. Atunci, consiliul local, a hotărât să închidă grădina zoologică, și toate animalele care erau expuse, au fost donate grădinii zoologice din Craiova. În momentul de fata în parcul din Goicea mai exista doar statuia casa piticilor stadionul e în curs de amenajare parcul fiind reamenajat de către consiliul local din fonduri europene Nici teatrul de vară nu mai este cum a fost, pentru că a fost vandalizat, ajungând astăzi doar o ruină din ceea ce a fost.

## Cultura

### Biserici
Biserica Hramul Sfântul Gheorghe este o biserică construită după al doilea război mondial, între 1945 și 1949. Inițial era formată din două încăperi, dar în următorii ani a fost mărită și a rămas așa până în prezent. În curtea bisericii sunt înmormântați localnici din Goicea căzuți pe front.

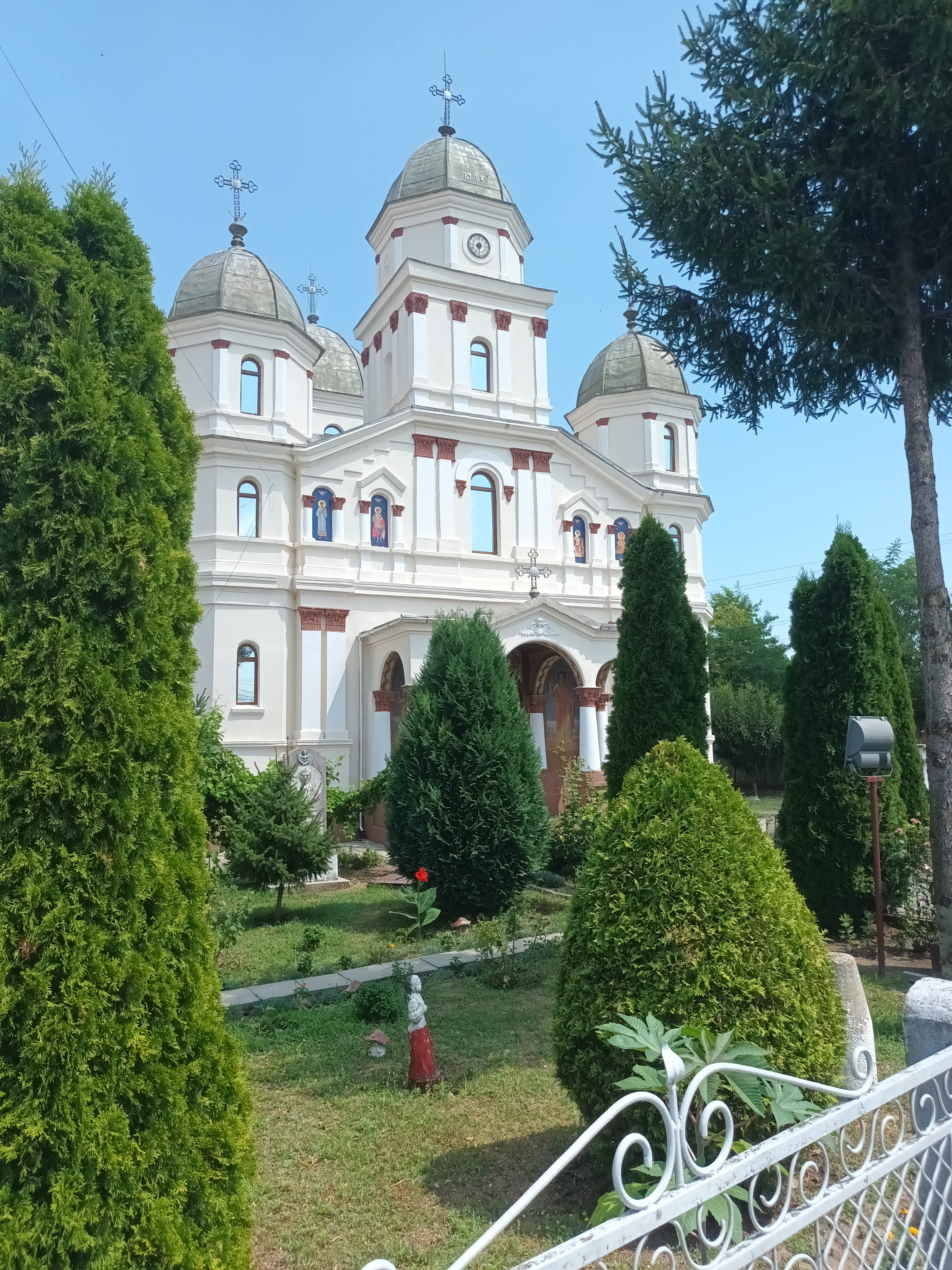
Biserica „Izvorul Tămăduirii”

Biserica Izvorul Tămăduirii este cea mai mare și cea mai veche biserică din Goicea, fiind considerată biserică făcătoare de minuni, unde foarte mulți oameni s-au vindecat de boli incurabile. Este unică în România și, deși este cea mai veche din comună, se află în cea mai bună stare. De aceea aici vin anual 10.000 - 20.000 de vizitatori din alte județe sau chiar alte țări. Biserica a fost ridicată în anii 1800. Inițial era din lemn, apoi, în anul 1862, a fost reconstruită din cărămidă. La începutul secolului XX, ea a devenit neîncăpătoare pentru enoriași și a fost demolată, pentru a fi construită altă biserică, mai mare. Lucrările au durat trei ani (1912-1915). După terminare, picturile au fost realizate de celebrul pictor Corneliu Baba.
Biserica Cuvioasa Paraschiva a fost construită în 1848, inițial din lemn, iar în 1956 a fost reconstruită din cărămidă. Este construită aproape de centrul comunei, în Goicea Mare. Este o clădire de dimensiuni modeste, ridicată numai cu ajutorul bunăvoinței credincioșilor. Anterior, ei fuseseră nevoiți să se deplaseze pe jos aproape doi kilometri până la biserica din Goicea Mică.

### Presa
Din Noiembrie 2008, în comuna Goicea este distribuit gratuit ziarul "Curierul de Goicea", care este fondat de Primăria și de Consiliul Local Goicea. Ziarul conține 12 pagini în care sunt publicate probleme din comună, evenimente și alte articole de interes local, și unele evenimente din județ. Ziarul este distribuit gratuit, o dată la trei luni. Tirajul ziarului în acest moment este de 500 de exemplare.

## Sport
Goicea are o echipă de fotbal care evoluează în liga a II-a județeană sau Elită. Echipa se numește Unirea Goicea și este întreținută de consiliul local și primăria Goicea. În sezoanele 2003-2004, 2004-2005 și 2005-2006, echipa a obținut primul loc din seria Elita, loc promovabil în Liga a IV-a, dar a vândut locul, pentru că nu avea un stadion la standardele ligii a IV-a și niciun autocar pentru deplasări. În anii de glorie, pe la sfârșitul anilor 1980, echipa a ajuns până în Divizia C sau Liga a III-a, dar și atunci a trebuit să vândă locul din lipsă de autocar sau autobuz.
Până în 2006 a mai existat o echipă, Progresul Goicea Mică, dar s-a desființat, unii jucători ajungând la Unirea Goicea.

## Personalități
- Ștefan Ștefănescu (1929-2018), istoric, membru al Academiei Române.
- Marin Chisăr (1912-1994), interpret de muzică populară (îndeosebi la caval și fluier).
- Petre Gigea (n. 31 martie 1930), diplomat, economist, expert contabil, fost ministru de finanțe al României (între 30 martie 1981 și 26 august 1986), negociator al împrumuturilor acordate României de Banca Mondială și de Fondul Monetar Internațional,  ambasador extraordinar și plenipotențiar al României în Republica Franceză (în perioada octombrie 1986 - 31 decembrie 1989), autor de literatură de ficțiune și de specialitate, poet, prozator și scriitor român.
- Ion Prioteasa (n. 25 august 1950), președintele Consiliului Județean Dolj.
- Antonie Solomon (n. 18 noiembrie 1955), primarul Municipiului Craiova.
- Constantin Chisăr (1938-2021), interpret de muzică populară și rapsod popular
- Iulian Rădulescu (n. 29 septembrie 1938 - d. 12 ianuarie 2017, Sibiu), Împăratul rromilor

## Orașe înfrățite
- Vevey

## Legături externe
- Site web oficial Arhivat în 3 februarie 2020, la Wayback Machine.